# The ConstruKction of Light
《The ConstruKction of Light》는 2000년 5월 23일에 발매된 영국의 프로그레시브 록 밴드 킹 크림슨의 열두 번째 스튜디오 음반이다. 이 음반은 로버트 프립, 아드리안 벨류, 트레이 건, 팻 마스텔로토의 "더블 듀오" 라인업을 특징으로 하는 두 개의 스튜디오 음반 중 첫 번째 음반이다.

## 녹음 및 발매
《The ConstruKction of Light》의 발표로 드러머 빌 브루포드와 베이시스트 토니 레빈은 킹 크림슨을 떠났다. 그들의 탈퇴는 "더블 트리오" 시대를 끝내고 크림슨의 콰르텟 편성으로의 복귀를 알렸다. 그룹 역사상 처음으로, 로버트 프립은 이제 이 밴드에 남아있는 유일한 영국인이었다.
음악적으로, 이 음반은 마스텔로토가 주로 전자 드럼을 연주하고 벨류, 건, 프립이 종종 정교하고 서로 맞물리는 부분을 연주하며, 벨류와 프립은 종종 과도한 기타 음색을 활용한다. 그러나 이러한 연동 부품의 속도는 80년대보다 느린 경우가 많으며, 벨류와 프립은 종종 싱글 노트를 호케트에서 앞뒤로 교환한다. 이와 같이, 그것은 1980년대 콰르텟의 가믈란 접근법에 대한 반전을 보여준다.
이 음반은 또한 1970년대로 거슬러 올라가 이 시대의 악기에 속편을 제공한다. 〈Larks's Langes in Aspic – Part IV〉는 크로스 음반 모음곡을 형성하며 주로 파트 2의 모티브를 떠올리는 일련의 곡들을 계속하고 있다. 〈FraKctured〉는 〈Larks〉 모음곡의 다섯 번째 항목으로 시작되었지만, 이후 1974년 《Starless and Bible Black》의 최종 트랙인 〈Fracture〉에 더 가까운 것으로 간주되었다.

## 평가
| 평가 점수  | 평가 점수 |
| 출처       | 점수      |
| ---------- | --------- |
| AllMusic   | [ 2 ]     |
| PopMatters | [ 3 ]     |

올뮤직은 "밴드가 《The ConstruKction of Light》과 함께 무너진다고 썼습니다. 그들의 빛나는 역사의 무게를 떨쳐버릴 수 없어, 《The ConstruKction of Light》의 가장 유망한 순간들은 엄청난 양의 밑바닥에 깔려 있습니다. 《The ConstruKction of Light》가 이처럼 실망스러운 것은 밴드를 해체하는 프로젝트 접근법이 서류상으로 얼마나 '프로그레시브' 모습을 보였음에도 불구하고 실행되자마자 완전히 뒤떨어진 음반을 냈다는 점입니다."

## 곡 목록
작사는 모두 아드리안 벨류가 맡았고, 작곡은 모두 벨류, 로버트 프립, 트레이 건, 그리고 팻 마스텔로토가 맡았다.
| #   | 제목                                                    | 재생 시간 |
| --- | ------------------------------------------------------- | --------- |
| 1.  | 〈ProzaKc Blues〉                                       | 5:28      |
| 2.  | 〈The ConstruKction of Light〉                          | 5:49      |
| 3.  | 〈The ConstruKction of Light〉                          | 2:50      |
| 4.  | 〈Into the Frying Pan〉                                 | 6:54      |
| 5.  | 〈FraKctured〉                                          | 9:06      |
| 6.  | 〈The World's My Oyster Soup Kitchen Floor Wax Museum〉 | 6:24      |
| 7.  | 〈Larks' Tongues in Aspic – Part IV〉                   | 3:41      |
| 8.  | 〈Larks' Tongues in Aspic – Part IV〉                   | 2:50      |
| 9.  | 〈Larks' Tongues in Aspic – Part IV〉                   | 2:36      |
| 10. | 〈Coda: I Have a Dream〉                                | 4:51      |
| 11. | 〈Heaven and Earth (ProjeKct X)〉                       | 7:46      |